# Федиевский сельский совет (Решетиловский район)
Федиевский сельский совет (укр. Федіївська сільська рада) — входит в состав
Решетиловского района
Полтавской области
Украины.
Административный центр сельского совета находится в 
с. Федиевка.

## Населённые пункты совета
- с. Федиевка
- с. Лучки